# Dong’an Lu
Dong’an Lu (chiń. 东安路站) – stacja metra w Szanghaju, na linii 4 i 7. Zlokalizowana jest pomiędzy stacjami Shanghai Tiyuchang, Damuqiao Lu, Zhaojiabang Lu i Chuanchang Lu. Została otwarta 31 grudnia 2005.